# Gábor Novák
Gábor Novák (n. 14 august 1934, Budapesta, Regatul Ungariei – d. 6 august 2021) a fost un canoist ce a reprezentat Ungaria, medaliat olimpic. A participat la o ediție a Jocurilor Olimpice (1952) în care a câștigat o medalie de argint.